# 이선구 (배우)
이선구(1982년 10월 14일 ~ )는 대한민국의 배우이다.

## 학력
- 한남대학교 체육학과

## 출연작

### 영화
- 《메모리즈》 (2019년) - 민호 역
- 《일진 3》 (2019년) - 복싱장 관장 역
- 《일진 2》 (2018년) - 관장 역
- 《일진》 (2018년) - 김 관장 역
- 《메모리즈》 (2017년)
- 《그물》 (2016년) - 박 팀장 역
- 《검사외전》 (2016년) - 현석 패거리 3 역
- 《강남 1970》 (2015년) - 무덤가 명동파 역
- 《롤플레이 2: 동침》 (2013년) - 현우 역
- 《창수》 (2013년) - 도석부하 3 역
- 《화이: 괴물을 삼킨 아이》 (2013년) - 석회공장 지원 조직원 역
- 《5백만불의 사나이》 (2012년) - 조사장 부하 2 역

### 드라마
- 《보이스》 (2017년, OCN)
- 《38사기동대》 (2016년, OCN)
- 《여자의 비밀》 (2016년, KBS2) - 오동수 역
- 《닥터 프로스트》 (2014년, OCN) - 김동일 역
- 《일리있는 사랑》 (2014년, tvN) - 옛 연인 역
- 《귀신 보는 형사 처용》 (2014년, OCN) - 사채업자 역
- 《시티헌터》 (2011년, SBS)
- 《아테나: 전쟁의 여신》 (2010년, SBS)

### 연극
- 《연인》 - 다니엘 역
- 《행복》 - 남편 역
- 《러브스토리》 - 수일 역
- 《월계동 두여자》 - 경찰 역

### 예능
- 《우리동네 예체능》 (KBS2)

### 뮤직비디오
- 손승현 & 더원 - 바라만봐요
- 임창정 - 나란 놈이란
- KCM - 사랑곰

## 수상
- 2015년 한국여성인권진흥원 감사장